# Az Elveszett Út és más írások
Az Elveszett Út és más írások (The Lost Road and Other Writings — Language and Legend before 'The Lord of the Rings') J. R. R. Tolkien angol író és nyelvész könyve, melyet fia, Christopher R. Tolkien adott ki az író halála után, az Allen and Unwin kiadónál (mely apja több más munkáját is publikálta), először 1987-ban, a "Középfölde históriája" sorozat részeként. Magyarországon 2021-ben jelent meg.

## Tartalom
A könyv tíz jól elkülöníthető részből áll.
1. A legenda korai története – bevezetés, amelyben az Elveszett Út megírásának körülményeit tárja fel, köztük Tolkien C.S. Lewis-szal való levélváltásait.
2. Númenor pusztulása – a későbbi Akallabêth első, kezdetleges változata.
3. Az Elveszett Út – egy befejezetlen, időutazásos történet 1936-ból, amely Tolkien mitológiáját kapcsolja össze a XX. századdal
4. Beleriand későbbi krónikája – újabb változat
5. Valinor későbbi krónikája – újabb változat
6. Az Ainulindalë korai változata
7. Lhammas – Középfölde nyelveinek ismertetője
8. Quenta Silmarillion – A szilmarilok történetének korai változata
9. Etimológiai szótár a tündenyelvekhez
10. Genealógiák, névlista, valamint "A szilmarilok" második térképe

## Háttere
Eredetileg az Elveszett Út Tolkien és C.S. Lewis közös munkájának készült, amikor ők ketten elhatározták, hogy tudományos-fantasztikus művet fognak írni. Lewis úgy döntött, hogy az űrutazást helyezi a cselekménye középpontjába (ebből lett később a Kozmikus-trilógia), Tolkien pedig az időutazást akarta feldolgozni, mint témát, ám ő nem fejezte be a művét. Csak töredékek maradtak fenn egy történet elejéről, mellette nagyon vázlatosan a cselekmény is, többek között négy teljes fejezet a modern Anglia és Númenor kapcsolatáról, amiről a mű szólt volna. Nála az időutazás nem térbeli utazást jelentett, hanem sokkal inkább látomások útján valót, amikor az elméjében éli át újra azt, ami réges-régen történt. Az Elveszett Út ilyen formában először Nagy Alfréd wessexi király, majd a longobárd Alboin király korába kalauzol, aztán a viking kori Baltikumba, majd Írországba a Tuatha Dé Danann eljövetelének idejébe (600 évvel a bibliai özönvíz után), ezután a messzi északra a jégkorszak időszakában, majd Középfölde Harmadkorába, és legvégül Gil-galad bukásának idejébe, Númenor pusztulásakor. Maga a címben szereplő "Elveszett Út" is arra utal, hogy míg réges-régen egyenes út vezetett Nyugatra, Halhatatlanföldére, ma már a kerek világban ha az ember elindul nyugatra, ugyanoda fog visszajutni, ahonnét elindult.
Tolkien a történetet a "The Notion Club Papers' nevezetű írások idején megpróbálta újra elkezdeni, de ez is befejezetlen maradt.

## Magyarul
- Az Elveszett Út és más írások; ford. Nagy Andrea; Helikon, Bp., 2021 (Középfölde históriája)

## Lásd még
- J. R. R. Tolkien
- A szilmarilok